# Chondrorhyncha
Genre
Chondrorhyncha est un genre d'orchidées épiphytes sympodiales qui regroupe 30 (ou 61 selon les classifications) espèces des zones tropicales d'Amérique, du sud du Mexique, jusqu'à la Bolivie en Amérique du Sud et Cuba, que l'on rencontre à flanc de montagne, entre 500 et 2 000 mètres d'altitude.
Son nom provient du grec xhonseoa (cartilage) et rhynchos (nez)

## Taxonomie
Synonymes
- Warczewiczella Rchb.f.[2]
- Ackermania Dodson & R.Escobar[3], nom. illeg.
- Aetheorhyncha Dressler[4]
- Daiotyla Dressler[5]
- Echinorhyncha Dressler[4]
- Euryblema Dressler[4]
- Ixyophora Dressler[6]
- Stenotyla Dressler[7]

## Espèces
Espèce type: Chondrorhyncha rosea Lindl. (1846).
- Chondrorhyncha albicans Rolfe
- Chondrorhyncha amabilis Schltr. 1920
- Chondrorhyncha amazonica ( Rchb.f. & sine ref. ) A.D.Hawkes
- Chondrorhyncha anatonaz ( Dressler ) Senghas
- Chondrorhyncha andreae  P.Ortíz 1994
- Chondrorhyncha andreettae Jenny 1989
- Chondrorhyncha antonii P.Ortiz 1994
- Chondrorhyncha aromatica ( Rchb.f. ) P.H.Allen
- Chondrorhyncha aurantiaca Senghas & Gerlach 1991
- Chondrorhyncha caloglossa ( Schltr. ) P.H.Allen
- Chondrorhyncha caquetae Fowlie
- Chondrorhyncha carinata  Ortiz
- Chondrorhyncha caudata J.D.Ackerman
- Chondrorhyncha chestertonii Rchb.f 1879
- Chondrorhyncha cornuta Garay.
- Chondrorhyncha costaricensis ( Schltr. ) P.H.Allen
- Chondrorhyncha crassa Dressler
- Chondrorhyncha bicolor Rolfe
- Chondrorhyncha discolor ( Lindl. ) P.H.Allen
- Chondrorhyncha eburnea Dressler
- Chondrorhyncha ecuadorensis Dodson
- Chondrorhyncha embreei Dodson & Neudecker
- Chondrorhyncha endresii Schltr.
- Chondrorhyncha escobariana Dodson & Neudecker
- Chondrorhyncha estradae Dodson
- Chondrorhyncha estrellensis Ames.
- Chondrorhyncha fimbriata (Linden & Rchb.f. ) Rchb.f.
- Chondrorhyncha flabelliformis ( Sw. ) Alain
- Chondrorhyncha flaveola ( Linden & Rchb.f. ) Garay
- Chondrorhyncha fosterae  Dodson.
- Chondrorhyncha gentryi Dodson & Neudecker
- Chondrorhyncha guianensis Lafontaine, G.Gerlach & Senghas
- Chondrorhyncha guttata ( Rchb.f. ) Garay
- Chondrorhyncha helleri Fowlie 1971.
- Chondrorhyncha hirtzii Dodson 1989.
- Chondrorhyncha lactea ( Rchb.f. ) L.O.Williams
- Chondrorhyncha lankesteriana Pupulin
- Chondrorhyncha lendyana Rchb.f 1886
- Chondrorhyncha liensis
- Chondrorhyncha lipscombiae Rolfe
- Chondrorhyncha litensis Dodson
- Chondrorhyncha lojae (Schltr.) C.Schweinf.
- Chondrorhyncha luerorum R.Vásquez Ch. & Dodson
- Chondrorhyncha macronyx Kraenzl.
- Chondrorhyncha maculata Garay.
- Chondrorhyncha manzurii P.Ortiz V.
- Chondrorhyncha marginata ( Rchb.f. ) P.H.Allen
- Chondrorhyncha merana Dodson & Neudecker
- Chondrorhyncha microcharis ( Schltr. ) L.O.Williams
- Chondrorhyncha palorae ( Dodson & Hirtz ) Senghas & G.Gerlach
- Chondrorhyncha parvilabris ( Schltr. ) L.O.Williams
- Chondrorhyncha plicata D.E.Benn. & Christenson
- Chondrorhyncha pusilla C.Schweinf.
- Chondrorhyncha picta (Rchb. f.) Senghas & G.Gerlach
- Chondrorhyncha reichenbachiana Schltr. 1921.
- Chondrorhyncha rhombilabium ( C.Schweinf. ) Fowlie
- Chondrorhyncha stapelioides ( Rchb.f. ) L.O.Williams
- Chondrorhyncha stenioides Garay.
- Chondrorhyncha rosea Lindl. 1846
- Chondrorhyncha suarezii Dodson 1989
- Chondrorhyncha thienii (Dodson) Dodson 1984
- Chondrorhyncha thienii ( Dodson ) Senghas
- Chondrorhyncha velastiguii Dodson
- Chondrorhyncha viridisepala Senghas
- Chondrorhyncha vollesii G.Gerlach, T.Neudecker & H.G.Seeger
- Chondrorhyncha wailesiana ( Lindl. & sine ref. ) A.D.Hawkes
- Chondrorhyncha wercklei ( Schltr. ) C.Schweinf.